# Episodi de Il grande teatro del West (prima stagione)
La prima stagione della serie televisiva Il grande teatro del West (The Guns of Will Sonnett) è stata trasmessa negli Stati Uniti per la prima volta dall'emittente ABC dall'8 settembre 1967 all'8 marzo 1968.
| nº | Titolo originale                   | Titolo italiano | Prima TV USA      | Prima TV Italia |
| -- | ---------------------------------- | --------------- | ----------------- | --------------- |
| 1  | Ride the Long Trail                |                 | 8 settembre 1967  |                 |
| 2  | A Bell for Jeff Sonnett            |                 | 15 settembre 1967 |                 |
| 3  | A Grave for James Sonnett          |                 | 22 settembre 1967 |                 |
| 4  | The Natural Way                    |                 | 29 settembre 1967 |                 |
| 5  | Of Lasting Summers and Jim Sonnett |                 | 6 ottobre 1967    |                 |
| 6  | Message at Noon                    |                 | 13 ottobre 1967   |                 |
| 7  | A Son for a Son                    |                 | 20 ottobre 1967   |                 |
| 8  | Meeting at Devil's Fork            |                 | 27 ottobre 1967   |                 |
| 9  | First Love                         |                 | 3 novembre 1967   |                 |
| 10 | The Favor                          |                 | 10 novembre 1967  |                 |
| 11 | Ride the Man Down                  |                 | 17 novembre 1967  |                 |
| 12 | The Turkey Shoot                   |                 | 24 novembre 1967  |                 |
| 13 | And a Killing Rode into Town       |                 | 1 dicembre 1967   |                 |
| 14 | Find a Sonnett, Kill a Sonnett     |                 | 8 dicembre 1967   |                 |
| 15 | Sunday in Paradise                 |                 | 15 dicembre 1967  |                 |
| 16 | The Secret of Hangtown Mine        |                 | 22 dicembre 1967  |                 |
| 17 | The Hero                           |                 | 29 dicembre 1967  |                 |
| 18 | What's in a Name?                  |                 | 5 gennaio 1968    |                 |
| 19 | End of the Rope                    |                 | 12 gennaio 1968   |                 |
| 20 | And He Shall Lead the Children     |                 | 19 gennaio 1968   |                 |
| 21 | Look for the Hound Dog             |                 | 26 gennaio 1968   |                 |
| 22 | Stopover in a Troubled Town        |                 | 2 febbraio 1968   |                 |
| 23 | Alone                              |                 | 9 febbraio 1968   |                 |
| 24 | The Sins of the Father             |                 | 23 febbraio 1968  |                 |
| 25 | The Warriors                       |                 | 1 marzo 1968      |                 |
| 26 | A Fool and His Money               |                 | 8 marzo 1968      |                 |

## Ride the Long Trail
- Titolo originale: Ride the Long Trail
- Diretto da: Bernard L. Kowalsky
- Scritto da: Richard Carr

## A Son for a Son
- Titolo originale: A Son for a Son
- Diretto da: Richard C. Sarafian
- Scritto da: Richard Carr

### Trama
- Guest star: Jack Nicholson